# Licenza (informatica)

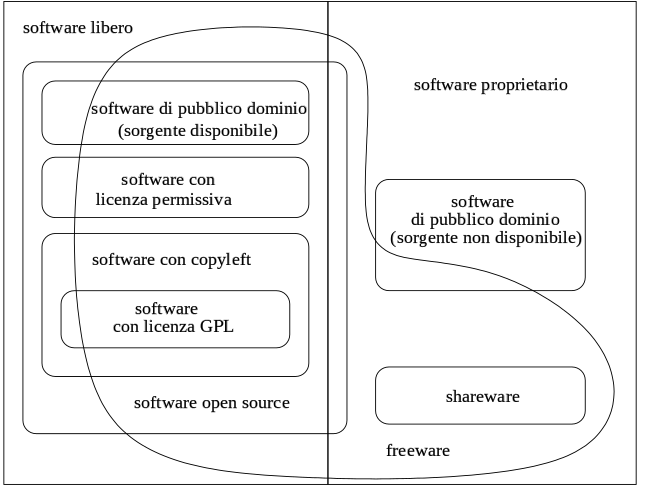
Le differenti categorie del software

Una licenza informatica (o licenza d'uso), in informatica, è il contratto con il quale il titolare dei diritti di sfruttamento economico sul software (programma informatico) definisce il regime giuridico di circolazione e le limitazioni nell'utilizzo e nella cessione dell'opera (che sia un'opera creativa, o un software, inteso come programma).

## Disciplina normativa
A parte casi specifici (solitamente avvengono in ambito professionale ovvero B2B per prodotti custom ovvero non a catalogo o, all'estremo opposto, tra due soggetti non professionisti), è raro che un software (inteso come prodotto finito) sia venduto. La situazione prevalente è che venga concesso l'utilizzo "su licenza" al cliente/utente, senza che ne venga trasferita la proprietà. C'è anche da aggiungere che di recente l'offerta di software in SaaS ha ulteriormente complicata la questione della disciplina normativa e, di conseguenza, commerciale.

### Italia
In quanto paese membro dell’Unione europea, che aderisce all’Organizzazione Mondiale del Commercio, l’Italia adotta l’Accordo TRIPs, nel quale si precisa che i programmi per elaboratore sono da considerarsi opere protette al pari delle opere letterarie . Conseguentemente, per il software si applica il diritto d’autore precisato sia dalle fonti comunitarie (in particolare la Convenzione di Berna), che da quelle nazionali (vedi fonti del diritto).
La Legge sulla protezione del diritto d'autore e di altri diritti connessi al suo esercizio recita: “la trasmissione dei diritti di utilizzazione deve essere provata per iscritto”, il che implica che le forme di accettazione della licenza diverse da quella scritta abbiano dubbia validità giuridica.
Nella pratica, la lettura e l'accettazione delle clausole della licenza sono passaggi richiesti per l'utilizzo di un'applicazione o un pacchetto applicativo. La licenza non può prevedere la trasmissione di diritti morali, che l’autore ha sempre e comunque il diritto di far valere, in quanto qualificati come inalienabili (e dunque intrasmissibili) dalla stessa legge sopra citata. La licenza software è adottata anche per programmi di cui si mette a disposizione anche il codice sorgente, oltre agli eventuali eseguibili (ad esempio in una Licenza di software libero).
L'accettazione della licenza può essere richiesta:
- durante la fase di installazione del software, quando è chiesto esplicitamente se si vuole accettare la licenza indicata; in caso di risposta negativa il software non potrà essere installato. Tale licenza è usata normalmente da quei software che distribuiscono soltanto gli eseguibili (es. software proprietario);
- prima di venire in possesso del programma scaricabile on-line. Bisogna accettare la licenza prima di poter scaricare il programma, alle volte occorre compilare un form on-line in cui si dichiara di accettare la licenza, magari con l'obbligo di registrazione al sito web dove sarà possibile effettuare il download;
- in molti casi il download dell'eseguibile di installazione è gratuito (con eventuale libero periodo di prova) ma è l'attivazione che è a pagamento, quindi è il diritto digitale di attivazione che funge da licenza: in questi casi occorre prestare attenzione alla fase di ordine dell'articolo, inserito nel carrello dell'e-commerce (solitamente si concretizza o in un file di attivazione o in un codice oppure, che è il caso più frequente, nella presenza nell'account utente della licenza con relativa automatica attivazione); è il metodo predefinito per gli abbonamenti a servizi digitali e applicazioni;
- prima di aprire le custodie con i supporti di massa (seppure sempre meno utilizzati da distributori o produttori) dove sono registrati i programmi acquistati (licenza a strappo). In questo secondo caso se non si aprono i supporti è garantita, almeno teoricamente, la restituzione dei soldi spesi per l'acquisto solo se le custodie sono ancora sigillate.

È importante leggere la licenza prima di usare il programma, perché se non si rispetta la licenza si compiono delle azioni illegali e decadendo la licenza non si ha più diritto né all'uso del software né a qualsiasi azione di rivalsa contro chi ci ha fornito o chi ha prodotto tale software.
Generalmente i tipi di licenze possono essere divisi in licenze per il software proprietario e licenze per il software libero.

### Unione europea
EULA o End-User License Agreement (accordo di licenza con l'utente finale) è il contratto tra il fornitore di un programma software e l'utente finale. Tale contratto assegna la licenza d'uso del programma all'utente nei termini stabiliti dal contratto stesso.
Nell'ambito dell'Unione europea la licenza è imposta da chi detiene il diritto d'autore sul software che, in quanto opera dell'ingegno, non rientra nella categoria giuridica del "prodotto". Legittimato a invocare la tutela giuridica garantita dalla normativa comunitaria e nazionale è solo il titolare dei diritti di sfruttamento economico.
L'autore, in quanto unico titolare dei diritti sull'opera creata, può stabilire per lo stesso software differenti regimi di uso e circolazione, prevedendo per esempio, a seconda del tipo di utente una diversa versione, proprietaria o libera.

## Liceità della rivendita
Nella UE, grazie alla sentenza C-128/11 del 3 luglio 2012 della Corte di Giustizia, il diritto del titolare del diritto d'autore (in pratica la licenza d'uso di un software) si esaurisce dopo la prima vendita/distribuzione. Pertanto, qualsiasi pretesa del produttore di impedire la rivendita della licenza è illegittima. Questo vale nel caso di rivendita della licenza d'uso: nel caso di cessione del prodotto (tipica situazione del software realizzato su specifica) potrebbe valere una clausola tra le parti maggiormente restrittiva.
Ecco perché la commercializzazione di licenze (già usate) dei vari Microsoft. Oracle, Apple, IBM, etc., cioè la prima vendita dopo la distribuzione attraverso i canali del produttore, eseguita da altre aziende (basti pensare all'e-Commerce di Amazon), è perfettamente legale e, anzi, è illegale la pretesa contraria dei produttori (qualsiasi clausola EULA contraria è nulla). Si tratta del principio giuridico dell’esaurimento del diritto di distribuzione e questo vale, a maggior ragione, anche per i privati (cioè fuori dal campo professionale). In pratica, nella UE il titolare del diritto di proprietà intellettuale sul software (produttore) può godere di tale diritto (tramite il contratto di licenza d'uso) sino alla distribuzione in quanto, successivamente, si passa da locazione a vendita (passaggio di proprietà, a tempo indeterminato, del diritto di utilizzo).
Va da sé che in caso di difetti sul prodotto (ad esempio la mancata attivazione mediante le procedure del produttore) il cliente persona fisica è protetto dal Codice del consumo, il cliente professionista deve agire secondo le normali vie di contestazione al fornitore.
Si noti che per licenza "usata" s'intende anche solo regolarmente acquistata: non è necessario l'utilizzo del prodotto nel senso informatico del termine. Ovviamente, chi rivende la licenza perde ogni diritto di impiego (deve essere materialmente disattivata la licenza software). Per natura di licenza software di tipo OEM il principio del diritto di distribuzione non vale.

## Tipologie

### Licenze per il software proprietario / closed source
- EULA
- shareware
- freeware

### Licenze per il software libero e open source
Le licenze di software libero sono emerse negli anni '80 per costruire e diffondere il software libero, esse si distinguono in base all'effetto della clausola di copyleft applicata.
Esempi di alcune licenze di software libero:
- Non Copyleft
  - Licenze BSD, licenza MIT, licenza Apache, WTFPL, licenza PHP
- Copyleft Debole
  - GNU Lesser General Public License (LGPL),  Mozilla Public License (MPL), Eclipse Public License (EPL)
- Copyleft Forte
  - GNU General Public License (GPL)
- Network Copyleft
  - GNU Affero General Public License (AGPL), European Union Public Licence (EUPL)

Alcuni software sono disponibili sotto licenza artistica, licenza Apache, licenza MIT, licenza PHP o sotto altre licenze libere o open source come le licenze BSD.
La documentazione del software libero spesso è licenziata sotto GNU Free Documentation License o una delle licenze Creative Commons.